# Джентльмен на відпочинку
«Джентльмен на відпочинку» (англ. A Gentleman of Leisure) — американська кінокомедія режисера Джорджа Мелфорда 1915 року.

## У ролях
- Воллес Еддінгер — Роберт Едгар Віллоубі Пітт
- Сідні Дін — сер Томас Блант
- Гертруда Келлар — леді Джулія Блант
- Том Форман — сер Спенсер Дрівер
- Керол Голлувей — Моллі Крідон
- Фред Монтаг — «Великий Філ» Крідон
- Вільям Елмер — Спайк Маллінс
- Фред Блум — Маклін, друг Пітта
- Френсіс Тайлер — Віллетт, друг Пітта